# 宝光寺 (東京都日の出町)
寶光寺（ほうこうじ）は、東京都西多摩郡日の出町にある曹洞宗の寺院。

## 歴史
1478年（文明10年）、以船文済によって開山された。当地には元々天台宗の「菩提院」という寺院があったが、以船文済が曹洞宗に転宗させたものである。山梨県笛吹市の広厳院の末寺である。江戸時代は寺領10石が与えられ、12か寺の末寺を擁していた。
当寺は度々火災に遭っており、総門以外はいずれも昭和から平成にかけて建てられたものである。
当寺は「秋川霊園」と呼ばれる霊園を運営しており、主な被葬者に中曽根康弘元首相がいる。

## 鹿野大佛
当寺には、2018年（平成30年）に造立された「鹿野大佛（ろくやだいぶつ）」と呼ばれる大仏がある。総高（蓮華座を含む高さ）は18メートルである。

## 交通アクセス
- 武蔵引田駅より徒歩25分。